# Zarubino (osiedle w obwodzie kostromskim)
Zarubino (ros. Зарубино) – osiedle w Rosji, w obwodzie kostromskim, w rejonie kostromskim. W 2021 liczyło 1433 mieszkańców.